# Subhash Khot
Pour les articles homonymes, voir Khot.
Subhash Khot est un chercheur en informatique théorique, professeur au Courant Institute of Mathematical Sciences. Il est connu pour sa conjecture des jeux uniques, en théorie de la complexité des algorithmes. Il a reçu le prix Nevanlinna en 2014.

## Biographie
Subhash Khot est né le 10 juin 1978 à Ichalkaranji. Il a obtenu son PhD à l'université de Princeton en 2003, sous la direction de Sanjeev Arora.

## Travaux
Il est connu pour la conjecture des jeux unique, utile en théorie de la complexité et des algorithmes d'approximation.

## Honneurs
Il a reçu le prix Alan T. Waterman (en) en 2010, le prix Nevanlinna en 2014 et le prix MacArthur en 2016.